# Timon Henricus Fokker
Timon Henricus Fokker (ur. 8 marca 1880 w Batavii, zm. 6 stycznia 1956 w Rzymie) – holenderski dyplomata i krytyk sztuki.

## Biografia
Urodził się w Batavii w Holenderskich Indiach Wschodnich. Był kuzynem holenderskiego projektanta samolotów Antona Fokkera.
Studiował prawo na Uniwersytecie w Lejdzie i w 1907 roku uzyskał stopień doktora. Potem pracował jako prawnik w Amsterdamie. W 1917 rozpoczął pracę w Ministerstwie Spraw Zagranicznych Holandii, początkowo jako konsul w Sofii w Bułgarii. W 1918 został mianowany konsulem generalnym Holandii w Kijowie w okresie istnienia Ukraińskiej Republiki Ludowej. Po przewrocie październikowym doszło na Ukrainie do wielkiego zamieszania polityczno-militarnego, a Kijów, jak określił to sam Fokker, stał się najważniejszym ośrodkiem Europy Wschodniej. W 1921 zakończył karierę dyplomaty i osiadł w Rzymie, poświęcając się historii sztuki.
Od 1932 pracował w Galerii Doria-Pamfili. W 1933 ożenił się z Gertudą Reineker.
Od 1947 do 1952 był wykładowcą na Uniwersytecie La Sapienza w Rzymie.